# Veia tibial anterior
A veia Tibial Anterior é uma veia profunda do membro inferior localizada no compartimento anterior que termina na fossa poplitea